# James Karen
James Karen (Pensilvânia, 28 de novembro de 1923 — Califórnia, 23 de outubro de 2018) foi um ator norte-americano da Broadway, cinema e televisão. 

## Carreira
Karen é conhecida por seus papéis em Poltergeist, The China Syndrome, Wall Street, The Return of the Living Dead, Invaders from Mars e The Pursuit of Happyness, mas talvez fosse mais conhecida como a principal arremessadora de Pathmark, famosamente aparecendo em comerciais para a extinta rede de supermercados da Costa Leste do final dos anos 1970 até o início dos anos 1990, que lhe rendeu o apelido de "Mr. Pathmark".
Karen também é conhecida por seu papel recorrente na televisão como o chefe de Tom Bradford, Eliot Randolph, em Eight Is Enough. Ele foi indicado ao Saturn Award por seu papel em 1985 em O Retorno dos Mortos-Vivos. Ele também apareceu em um episódio de Cheers como mentor de Frasier e pai do sexto filho de Carla.

## Filmografia selecionada
Fontes:
- Film (1965)
- Frankenstein Meets the Space Monster (1965)
- Hercules in New York (1970)
- I Never Sang for My Father (1970)
- Rivals (1972)
- Amazing Grace (1974)
- All the President's Men (1976)
- Something for Joey (1977, Filme para TV)
- Mary Jane Harper Cried Last Night (1977, Filme para TV)
- The Gathering (1977, Filme para TV)
- Capricorn One (1978)
- Opening Night (1977)
- F.I.S.T. (1978)
- Institute for Revenge (1979, Filme para TV)
- The China Syndrome (1979)
- The Jazz Singer (1980)
- Take This Job and Shove It (1981)
- Poltergeist (1982)
- Time Walker (1982)
- Frances (1982)
- Kiss Me Goodbye (1982)
- Sam's Son (1984)
- The Boy Who Loved Trolls (1984, Filme para TV)
- The Return of the Living Dead (1985)
- Jagged Edge (1985)
- Invaders from Mars (1986)
- Hardbodies 2 (1986)
- Billionaire Boys Club (1987, Filme para TV)
- Wall Street (1987)
- Return of the Living Dead Part II (1988) a
- Girlfriend from Hell (1989)
- Vital Signs (1990)
- Road Lawyers and Other Briefs (1990)
- The Willies (1990)
- The Closer (1990)
- Heart of the Deal (1990)
- The Unborn (1991)
- Stone Soup (1993)
- Future Shock (1994)
- Revenge of the Nerds IV: Nerds in Love (1994, Filme para TV)
- Congo (1995)
- Piranha (1995)
- Nixon (1995)
- Up Close & Personal (1996)
- Behind Enemy Lines (1997)
- Always Say Goodbye (1997)
- Joyride (1997)
- A River Made to Drown In (1997)
- Freedom Strike (1998)
- Shadow of Doubt (1998)
- Girl (1998)
- Apt Pupil (1999)
- One Last Flight (1999)
- My Last Love (1999)
- Any Given Sunday (1999)
- Thirteen Days (2000)
- Mulholland Drive (2001)
- A House on a Hill (2003)
- Unscripted (2005, Série de TV)
- Superman Returns (2006) (cenas deletadas)
- Outlaw Trail: The Treasure of Butch Cassidy (2006)
- The Pursuit of Happyness (2006)
- Trail of the Screaming Forehead (2007)
- Dark and Stormy Night (2009)
- Jack and the Beanstalk (2009)
- Sympathy for Delicious (2010)
- The Butterfly Room (2012)
- Ambush at Dark Canyon (2012)
- America's Most Haunted (2013)
- Rain from Stars (2013)
- Bender (2016)
- Confessions of a Teenage Jesus Jerk (2017)
- Cynthia (2018)